# Вбивство Симона Петлюри
Вбивство Симона Петлюри — вбивство Симона Петлюри Самуїлом Шварцбардом (згідно зі свідченнями істориків, пов’язаним з ДПУ при НКВС) 25 травня 1926 року. За словами вбивці, нібито у відповідь на єврейські погроми під час Української революції, хоча сам Петлюра засуджував єврейські погроми й виступав за створення незалежної держави Ізраїль. 
Організацію теракту окремі українські дослідники теоретично приписують НКВС.

## Вбивство
25 травня 1926 року о 14:15 Шварцбард підійшов до Петлюри, який стояв біля книгарні на розі вулиці Расін і бульвару Сен-Мішель в Латинському кварталі і, попередньо звернувшись до нього, щоб роздивитись обличчя, зробив сім пострілів. Від першої кулі, що потрапила у праве плече, Петлюра втратив рівновагу і впав на тротуар. Нападник продовжував стріляти в лежачого. Смертельною виявилась п'ята куля, що влучила у груди жертви, пробила легені і серце, викликавши великий вилив крові. Ще дві кулі, потрапивши у бруківку, пройшли мимо. Восьма куля так і не була випущена через осічку. О 14 год. 40 хв., так і не прийшовши до тями, Петлюра помер. Шварцбард був затриманий перехожими та заарештований на місці злочину поліцією.

## Суд
18 жовтня 1927 року Шварцбард постав перед судом. Його захищав адвокат Анрі Торрес, член Компартії і консул більшовицької Росії у Франції. Основною лінією захисту була теза про те, що Шварцбард помстився за своїх родичів, які загинули під час погромів в Україні. На його підтримку активно виступила ліва преса, справ набула політичного забарвлення і на захист Шварцбарда виступили Ромен Роллан, Альберт Ейнштейн, Максим Горький, Олександр Керенський, Анрі Барбюс. Також на версії помсти за погроми наполягала єврейська громада за кордоном. 
Звинувачення проти Шварцбарда базувалось на двох тезах — Петлюра, як керівник держави, не віддавав накази про погроми, а всіляко запобігав їм, і Шварцбард — радянський агент, який вбив Петлюру за наказом ГПУ Росії. На цю користь свідчили дані французьких спецслужб, які знали про зустрічі Шварцбарда з відомими більшовиками в Парижі, і дані німецької розвідки, які передали французьким колегам інформацію про те, що Шварцбард отримав наказ вбити Петлюру від агента Михайла Володіна, з яким неодноразово зустрічався з січня 1926 року, що підтвердив на суді сам Шварцбард. Саме Володін подзвонив Шварцбарду 25 травня за годину до вбивства, коли встановив де перебував Петлюра. На суді фігурувало також ім'я Артема Галіпа, колишнього члена уряду Скоропадського, який після еміграції до Франції перейшов на радянофільські позиції і очолював у Парижі «Союзу українських громадян», — за даними свідків через нього Шварцбард отримав наказ на вбивство Петлюри від посла СРСР у Франції Християна Раковського.
З обох боків на суді виступало чимало істориків та свідків тогочасних подій в Україні, жоден з яких не засвідчив антисемітизму у діях Петлюри. Прихильні йому свідчення подали Соломон Гольдельман, член Центральної ради від Єврейської соціал-демократичної робітничої партії, Арнольд Марголін, член Генерального суду УНР, Володимир Жаботинський, один з лідерів сіоністського руху. На процесі було представлено понад 200 документів, які свідчили про намагання Петлюри та його уряду зупинити погроми. Зокрема Марголін, який подав у відставку після Проскурівського погрому 1919 року, на суді заявив, що український уряд і Петлюра зокрема робили все можливе для запобігання єврейських погромів.
Однак ці свідчення не були взяті до уваги — через декілька днів суд фактично перейшов від розгляду справи про вбивство, у якому зізнався Шварцбард, до аналізу діяльності уряду Петлюри в роки Україно-радянської війни. Не вплинуло на рішення суду і покази свідка, який особисто знав Шварцбарда і чув від нього, що план вбивства Петлюри той обговорював з агентом ГПУ. Через вісім днів Самуїл Шварцбард вісьмома голосами проти чотирьох був виправданий і звільнений в залі суду. Наступного року він виїхав у Південну Африку (у британській візі в Палестину йому було відмовлено), де й помер в 1938 році.